# Osterbönen
Osterbönen ist ein Ortsteil der westfälischen Gemeinde Bönen, Kreis Unna. 

## Geographie

### Lage
Osterbönen liegt im Osten der Gemeinde Bönen. Die A 2 bildet heute die Grenze zur Stadt Hamm.

### Nachbargemeinden
Osterbönen grenzte im Jahr 1967 im Uhrzeigersinn im Norden beginnend an die Gemeinden Weetfeld, Freiske, Osterflierich, Flierich und Westerbönen. Alle diese Gemeinden gehörten zum Kreis Unna.

## Geschichte
Im Rahmen der kommunalen Neuordnung wurden die Gemeinden Altenbögge-Bönen, Nordbögge, Westerbönen und Osterbönen (alle bislang dem Amt Pelkum zugehörig) sowie Bramey-Lenningsen und Flierich (beide Amt Rhynern) am 1. Januar 1968 zur neuen Gemeinde Bönen zusammengeschlossen.

## Einwohnerentwicklung
| Jahr | Einwohner |
| ---- | --------- |
| 1849 | 165       |
| 1910 | 216       |
| 1931 | 236       |
| 1956 | 248       |
| 1961 | 175       |
| 1967 | 164       |
| 1987 | 133       |

| Jahr | Einwohner |
| ---- | --------- |
| 2013 | 176       |
| 2019 | 155       |
| 2022 | 161       |

## Industriegebiet
Osterbönen hat Anteil an dem Bönener Industriegebiet, das sich im Norden des Ortsteils in der Nähe der Autobahn A 2 befindet.

## Verkehr
Die Landesstraße L 667 verbindet Osterbönen im Westen mit Westerbönen, Alt-Bönen und Altenbögge und im Osten mit Freiske, Rhynern, Süddinker, Dorfwelver, Norddinker und Uentrop.